# Aeroportul Lichinga
Aeroportul Lichinga (IATA: VXC, ICAO: FQLC) este un aeroport din Lichinga, Lichinga⁠(d), Provincia Niassa, Mozambic ce deservește zona Provincia Niassa.
Situat la o altitudine de 1.373 m, aeroportul dispune de o singură pistă.